# Aeròmetre
|  | No s'ha de confondre amb areòmetre. |

Un Aeròmetre és un instrument dissenyat per a mesurar la densitat (o altres paràmetres) de l'aire i d'alguns gasos.
El terme aeròmetre (o Ärometer, del grec clàssic ἀήρ -aer "aire" i μέτρον -métron "mesura, escala") es refereix a diversos tipus de dispositius per a la definició o mesura dels gasos. Els instruments designats amb aquest nom poden servir per trobar la densitat, el flux, la quantitat o algun altre paràmetre, de l'aire o d'un gas determinat.
Un altre instrument anomenat areòmetre (del grec antic ἀραιός -araiós "lleuger" i μέτρον -métron "mesura"), també conegut com a hidròmetre, que s'utilitza per mesurar la densitat dels líquids, sovint es confon amb el terme aeròmetre definit en el present article.

## Tipus
- Aeròmetre de Hall.[1]
- Aeròmetre de Hutchinson.[3]
- Aeròmetre de Struve.[4][5]
- Aeròmetre de Scheurer.[6]
- Aeròmetre de Smith.[7][8]
- Aeròmetre de Frøkjær-Jensen.[9][10]